# Orly 1, 2, 3 (Orlyval)
Orly 1, 2, 3 est une station de la ligne de métro automatique Orlyval, située dans la commune de Paray-Vieille-Poste sur le territoire de l'aéroport de Paris-Orly.

## Situation
La station est établie en surface au sein de l'aéroport de Paris-Orly au niveau des terminaux 1, 2 et 3 qu'elle dessert, elle est l'unique station intermédiaire de la ligne.

## Histoire
Mise en service le 2 octobre 1991 en même temps que la ligne, elle est nommée Orly-Ouest jusqu'en 2019 ; elle est rebaptisée Orly 1, 2, 3 dans le cadre de la réorganisation de l'aéroport.

## Services aux voyageurs

### Accès
L'accès se fait porte A niveau 1. La correspondance entre Orly 1, 2, 3 et Orly 4 est gratuite.

### Quais
La station a une configuration particulière en cul-de-sac : les rames arrivent et rebroussent en station, qui compte deux voies encadrées par deux quais. Des appareils de voie en avant gare permettent d'effectuer les manœuvres.

### Intermodalité
La station est en correspondance avec :
- la ligne 183  du réseau de bus RATP ;
- la ligne 5154 du réseau de bus Île-de-France Ouest ;
- la ligne Express 191-100 du réseau de bus Val d'Yerres Val de Seine ;
- la ligne 480 du Réseau de bus de Seine Grand Orly ;
- la navette Magical Shuttle (tarif spécial) à destination du Parc Disneyland (Paris) ;
- la ligne N131 du service de bus de nuit Noctilien.

Contrairement à la station, les bus se situent en zone 4.
Depuis le 24 juin 2024, la station est en correspondance avec le terminus Aéroport d'Orly de la ligne 14, prolongée dans le cadre du Grand Paris Express. La ligne 14 permet notamment de rejoindre Paris et sa banlieue sud, ainsi que la Seine-Saint-Denis, où le terminus Saint-Denis Pleyel deviendra un hub avec les lignes 15, 16 et 17. La station du métro est située sur l'emplacement du parking P0 de l'aéroport.

## Projets
À l'horizon 2027, la station Aéroport d'Orly deviendra également le terminus de la ligne 18 du métro, desservant également Versailles, et la communauté Paris-Saclay.
Au début de 2018, un projet de réaménagement d'Orlyval est à l'étude, le métro de la ligne 14 se substituant à la combinaison Orlyval + RER B pour rejoindre Paris.